# 예천박물관
예천박물관은 경상북도 예천군에 있는 박물관이다.

## 관람 안내
관람 시간
- 3~10월: 화~일요일 09:00 ~ 18:00 / 11월~2월 화~일요일 09:00 ~ 17:00

휴관일
- 1월 1일
- 설·추석 당일
- 매주 월요일